# Бас Дост
Бас Дост (на нидерландски: Bas Dost) е нидерландски футболист, играе като нападател.

## Клубна кариера

### Ранна кариера
Дост прекарва младежките си години в отбора на Херманикус. Впоследствие преминава в академията на Емен.

### ФК Емен
Дост впечатлява с изявите си при юношите на ФК Емен и от клуба му предлагат договор. Включен е в първия състав за сезон 2007/08. В началото започва като резерва, но впоследствие получава повече шансове за изява. На крачка е да премине във финландския отбор РоПС, където треньор става бившият му треньор във ФК Емен. Финландците обаче се отказват от трансфера. Първият си гол вкарва на 8 февруари 2008 г. срещу отбора на Фортуна Ситард. Най-добрият си мач за Емен изиграва в дербито срещу Веендам, където отбелязва хеттрик за победата с 3 – 2.

### Хераклес
Дост преминава в Хераклес през лятото на 2008 г. за около 300 хиляди евро. Още в първия си сезон Дост показва страхотен потенциал и след края на сезона е свързван с трансфер в Аякс. Слуховете не се оказват верни и той преминава в Хееренвеен.

### Хееренвеен
На 18 май 2010 г. Дост подписва 5-годишен договор с Хееренвеен. За правата му Хееренвеен плаща около 670 хиляди евро.
На 10 декември 2011 г. Дост вкарва всичките пет гола при победата на Хееренвеен над Екселсиор с 5 – 0. Завършва сезон 2011/12 като голмайстор на Ередивиси с 32 гола в 34 мача.

### Волфсбург
През лятото на 2012 г. Дост преминава в германския Волфсбург. През август 2012 е повикан в националния отбор на Холандия, но все още не е дебютирал.